# Francesco Scali
Francesco Scali (ur. 9 maja 1958 w Rzymie) – włoski aktor filmowy, teatralny i telewizyjny.

## Kariera
Mający pochodzenie z Kalabrii i Apulii Francesco Scali karierę aktorską zaczynał w rzymskich teatrach. Debiut na wielkim ekranie zaliczył w 1984 roku w filmie Federica Felliniego pt. A statek płynie. Później grał w filmach i serialach m.in. Dobry król Dagebert (1984 - reż. Dino Risi), Momo (1986 - reż. Johannes Schaaf), Imię róży (1986 - reż. Jean-Jacques Annaud), La monaca di Monza (1987 - reż. Luciano Odorisio), La monaca di Monza (1987 - reż. Giuliana Gamba) i Marcelino, chleb i wino (1991 - reż. Luigi Comencini).
Jednak największą popularność przyniosła mu rola kościelnego Pippo w serialu Don Matteo, którą gra od 2000 roku. Wraz z Nino Frassicą bierze udział w popularnym włoskim słuchowisku radiowym pt. Colorado Café, gdzie wciela się w postać Carla Scacchiego. W latach 1988–1990 należał do stałej obsady słuchowiska radiowego Europa, Europa kierowanego przez Elisabettę Gardini.
W 2010 roku wraz z Nino Frassicą w programie telewizyjnym Rai 1, I migliori anni prowadzonego przez Carla Contiego, gdzie wcielał się w postać autora piosenek Gianfrancę Paddę, a w 2011 roku wziął udział w audycji radiowej Meno male che c'è Radiodue prowadzonej przez Nino Frassicę i Simone Cristicchiego. 

## Filmografia (wybór)
- 1984: A statek płynie jako Pasażer
- 1984: Dobry król Dagebert jako Landek
- 1984: Colpo di fulmine jako Kolega Carla
- 1984: Magic moments
- 1985: È arrivato mio fratello jako Sąsiad
- 1985: Il Bi e il Ba jako Francesco
- 1986: Il burbero jako Patolog
- 1986: Momo
- 1986: Imię róży jako Mnich
- 1987: La monaca di Monza
- 1987: Strana la vita
- 1987: Animali metropolitani jako "Kot"
- 1989: La cintura jako Prezenter telewizyjny
- 1990: Ne parliamo lunedì jako Giogiò
- 1991: Marcelino, chleb i wino jako Brat Girolamo
- 1992: Non chiamarmi Omar jako Obsługa
- 1993: Anni 90 - Parte II jako Portier
- 1994: Torta di mele
- 1995: Colpo di luna jako Agonia
- 1996: Gratta e vinci
- 1998: Un medico in famiglia
- 1998: Prima la musica, poi le parole
- 1999: La vita è una sola
- 2000: Zora la vampira
- 2000: Con la voce del cuore
- od 2000: Don Matteo jako Kościelny Pippo
- 2010: Ho sposato uno sbirro
- 2011: Cugino & cugino jako Nerone